# Javor (Karkonosze)
Javor (niem. Urlaskoppe, 1002 m n.p.m.) – wzniesienie w czeskiej części Karkonoszy.

## Położenie
Wzniesienie położone jest w centralnej części Karkonoszy, ok. 1,5 km na południowy wschód od centrum Pecu pod Sněžkou i ok. 1,5 km na południowy zachód od miejscowości Velká Úpa, w grzbiecie Černohorská hornatina. Stanowi kulminację ramienia opadającego ku północnemu wschodowi od szczytu Slatinná stráň. Zbocza północne są strome, zbocza wschodnie jeszcze bardziej strome, ze skałkami i blokowiskami. Zbocza zachodnie są łagodne.

## Roślinność
Masyw pokryty jest lasami świerkowymi. Przecinają je liczne drogi leśne. Na północno-zachodnim zboczu znajduje się hala z zabudowaniami - Úpská Samota. Łąki pokrywają dolne części południowych zboczy.

## Ochrona przyrody
Wzniesienie położone na obszarze czeskiego Karkonoskiego Parku Narodowego (Krkonošský národní park, KRNAP).

## Turystyka
Zachodnim zboczem przechodzi:
- żółty szlak z Pecu pod Sněžkou do Kolínskiej boudy

## Sporty zimowe
Południowe zbocza Hromovki pokrywają liczne wyciągi narciarskie i trasy narciarskie.
Na północno-zachodnich zboczach znajdują się wyciągi narciarskie Javor I i Javor II, będące częścią ośrodka narciarskiego Pec pod Sněžkou.